# Королівська родина Греції
Помилка Lua у Модуль:Navbar у рядку 61: Неприпустима назва {{subst:PAGENAME}}.
Королівська родина Греції (грец. Βασιλική Οικογένεια της Ελλάδος) — колишня правляча династія Королівства Греція в 1863—1924 та 1935—1973 роках. Гілка данської королівської династії Глюксбургів. Першим її представником на престолі Греції був король Георг I (правив 1863—1913) — син короля Данії Крістіана IX. За результатами референдуму 1974 року монархія в Греції була скасована. Чинним головою королівської родини є принц Павлос — син останнього грецького короля Костянтина II (правив 1964—1973), що помер 10 січня 2023 року. Окрім Аспасії Манос, дружини короля Олександра, та Маріни Карелли, дружини принца Михайла, жоден представник родини не був етнічним греком.
Попри скасування монархії 1974 року, багато членів колишньої королівської родини використовують титули «принца» та «принцеси» Греції, хоча офіційно Грецька Республіка їх не визнає.
Серед іншого, до грецької королівської родини належали королева Іспанії Софія, сестра королеви Данії Маргрете II Анна-Марія та чоловік британської королеви Єлизавети II принц Філіп.

## Заснування
Після повалення першого короля Греції Оттона Баварського (правив 1832—1862), 19 листопада 1862 року в Греції провели плебісцит, результати якого оголосили в лютому наступного року. За результатами плебісциту, вирішено запросити британського принца Альфреда, сина королеви Вікторії, на престол Греції. Однак кандидатуру принца Альфреда відхилили великі держави, оскільки рішення Лондонської конференції 1832 року забороняло їхнім представникам посідати грецький престол. До того ж, королева Вікторія також виступала проти такого рішення.
Зрештою, посісти грецький престол запросили данського принца Вільгельма — сина короля Крістіана IX. 18 березня 1863 року грецький парламент затвердив його королем еллінів під правлячим ім'ям Георг I. У жовтні король прибув до Греції.

## Історія

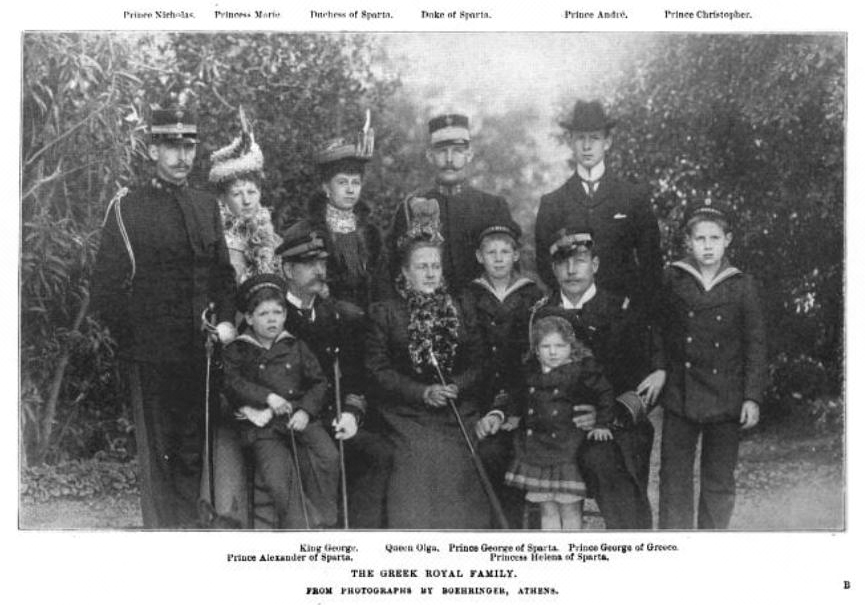
Грецька королівська родина 1900 року

Георг I одружився з Великою княгинею Ольгою Костянтинівною — онучкою російського імператора Миколи I. у шлюбі народилося семеро дітей. Після 50-річного правління Георга I престол успадкував його син Костянтин I, який 1889 року одружився з принцесою Софією Прусською — дочкою імператора Фрідріха III. Костянтин I мав трьох синів: Георга, Олександра та Павла, — кожен з яких був королем Греції.
Через Національну схизму під час Першої світової війни та поразку у війні проти Туреччини 1919—1922 років у березні 1924 року монархію скасували. З'явилася Друга Грецька республіка. Однак 1935 року генерал Георгіос Кондиліс повалив уряд республіки та призначив плебісцит. 3 листопада опубліковано його результати, які засвідчили, що 98 % греків виступили за відновлення монархії. Утім, голосування не було таємним, а участь була обов'язковою. Як писала газета «Time», «…можна опустити в урну синій голос за Георга II або червоний за Республіку». Зрештою, король Георг II повернувся до Греції 25 листопада 1935 року.
4 серпня 1936 року король санкціонував створення уряду на чолі з Іоаннісом Метаксасом.
Після нападу нацистської Німеччини на Грецію 1941 року Георг II виїхав за кордон разом з урядом. Він повернувся до країни 1946 року. Водночас у Греції відбувся референдум, рішенням якого запроваджено конституційну монархію. Георг II помер 1947 року. Престол успадкував його брат Павло. Новий король правив від часів громадянської війни до своєї смерті 1964 року. Тоді престол перейшов до його сина Костянтина II.

## Зміщення
21 квітня 1967 року в Греції відбувся переворот на чолі з Георгіосом Пападопулосом, який повалив демократичний вибраний уряд та встановив військову диктатуру — режим полковників. Король Костянтин II затвердив новий уряд. Утім, 13 грудня того ж року він здійснив невдалу спробу повалити уряд Пападопулоса, після чого разом із сім'єю виїхав спершу до Рима, а потім — до Лондона.
За часів режиму полковників монархія формально існувала надалі, однак 1 червня 1973 року Пападопулос відсторонив Костянтина II й проголосив себе президентом республіки. 29 липня відбувся референдум, який підтвердив скасування монархії.
У липні 1974 року диктатура полковників була повалена. Влада перейшла до Константіноса Караманліса. Він створив «уряд національної єдності» та санкціонував проведення ще одного референдуму стосовно статусу монархії в Греції. Під час волевиявлення, що відбулося 8 грудня 1974 року, 69 % учасників проголосували за скасування монархії, а 31 % — проти. Таким чином, грецька монархія була остаточно скасована.

## Правовий статус

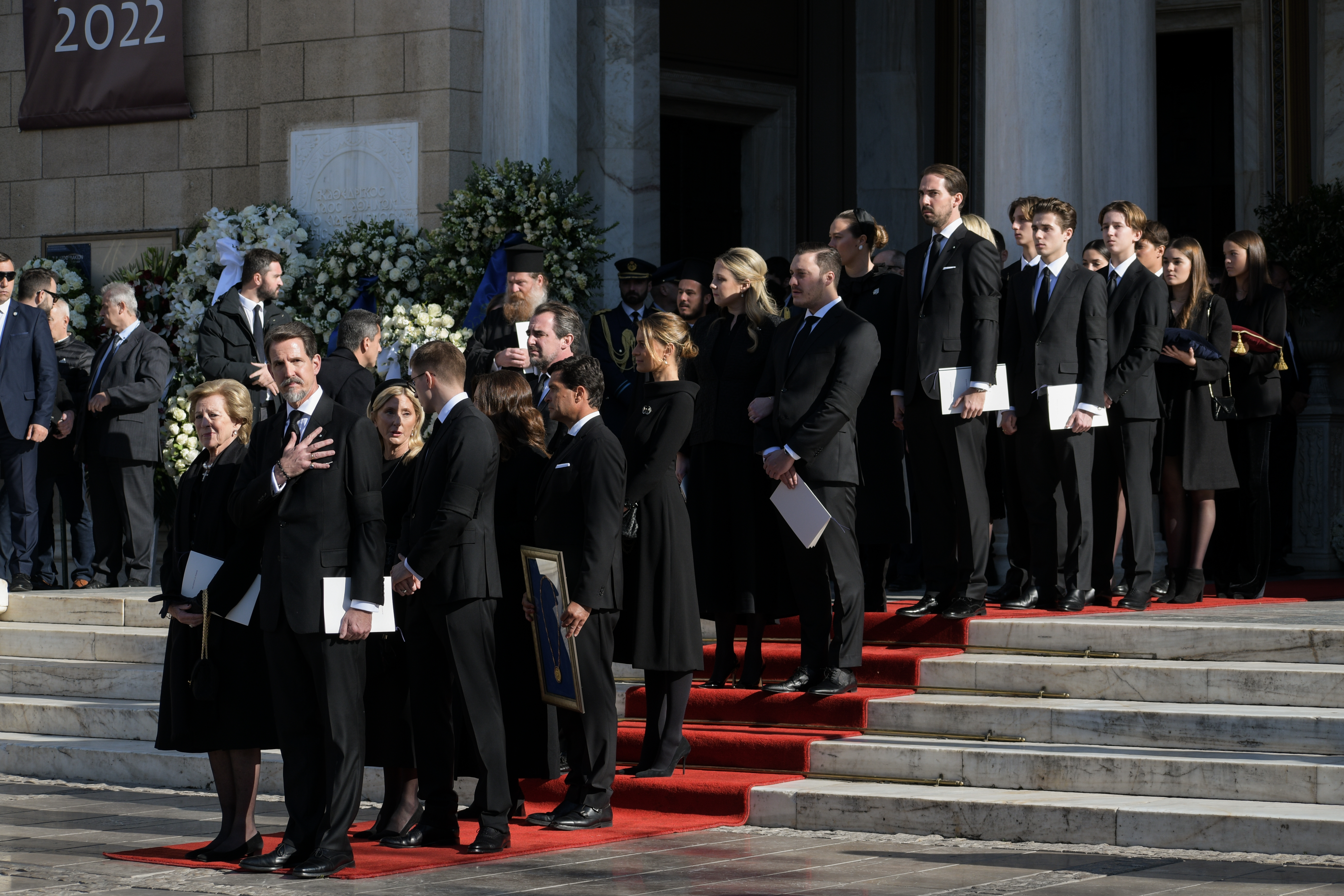
Грецька королівська родина на похороні короля Костянтина II. Афіни, січень 2023

Після референдуму 1974 року відповідно до статті 4 Конституції Греції члени королівської родини Греції були позбавлені усіх монарших титулів.
У 1980-х роках членів грецької королівської родини оголосили в Греції персонами нон ґрата; їхні паспорти анулювали, а 1994 року всю власність конфіскували. 2013 року це рішення скасували, і король Костянтин II та його дружина Анна-Марія повернулися до країни. 10 січня 2023 року колишній король помер у Афінах. На посаді голови королівської родини його замінив син Павлос.